# Meike de Nooy
Meike de Nooy, née le 2 mai 1983 à Eindhoven, est une poloïste internationale néerlandaise qui évoluée au poste de gardienne de but. Elle remporte la médaille d'or lors Jeux olympiques d'été de 2008 avec l'équipe des Pays-Bas.

## Palmarès

### En sélection
- Pays-Bas
  - Jeux olympiques :
    - Médaille d'or : 2008.